# Perlschweife

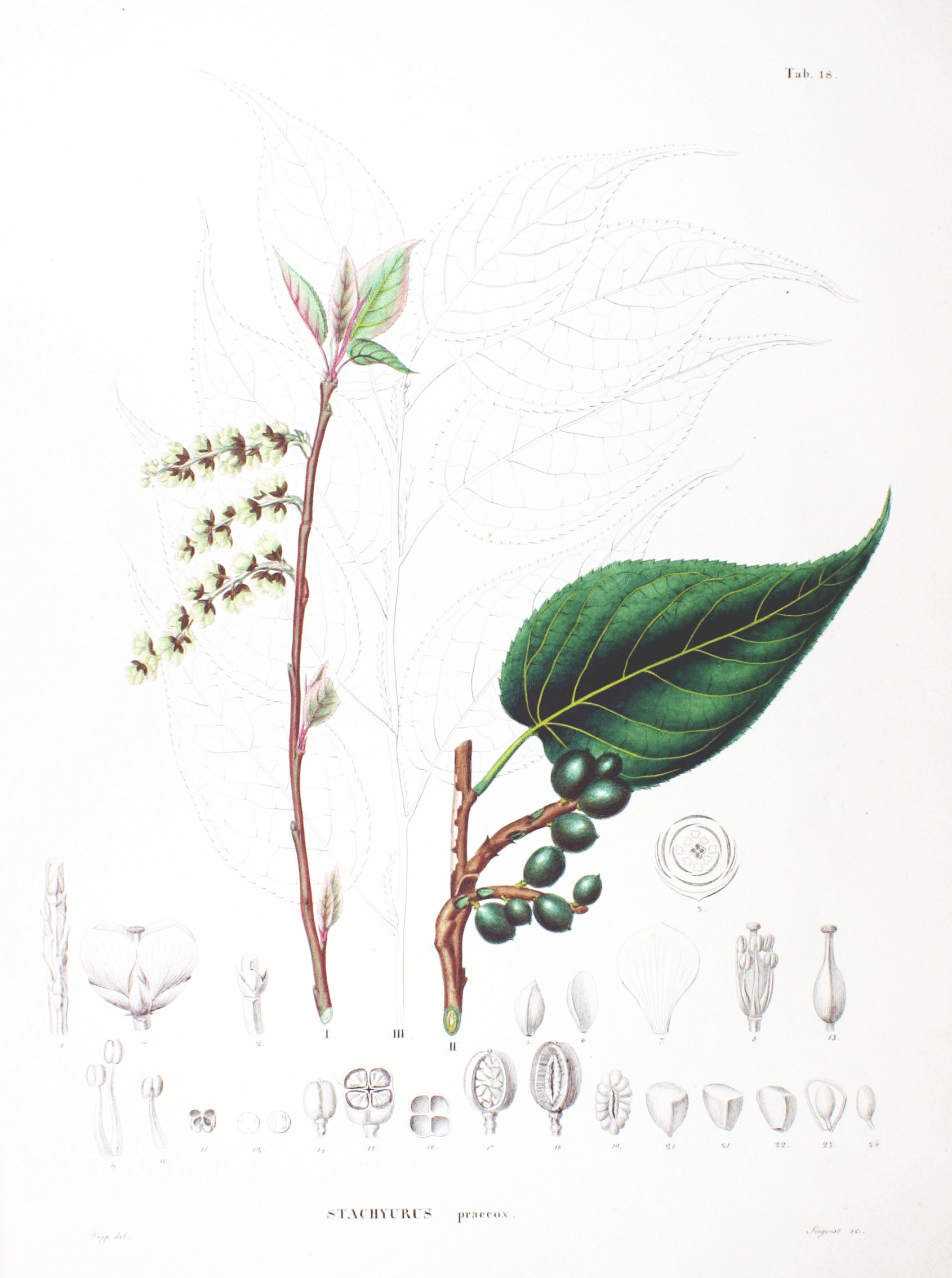
Früher Perlschweif (Stachyurus praecox), Illustration

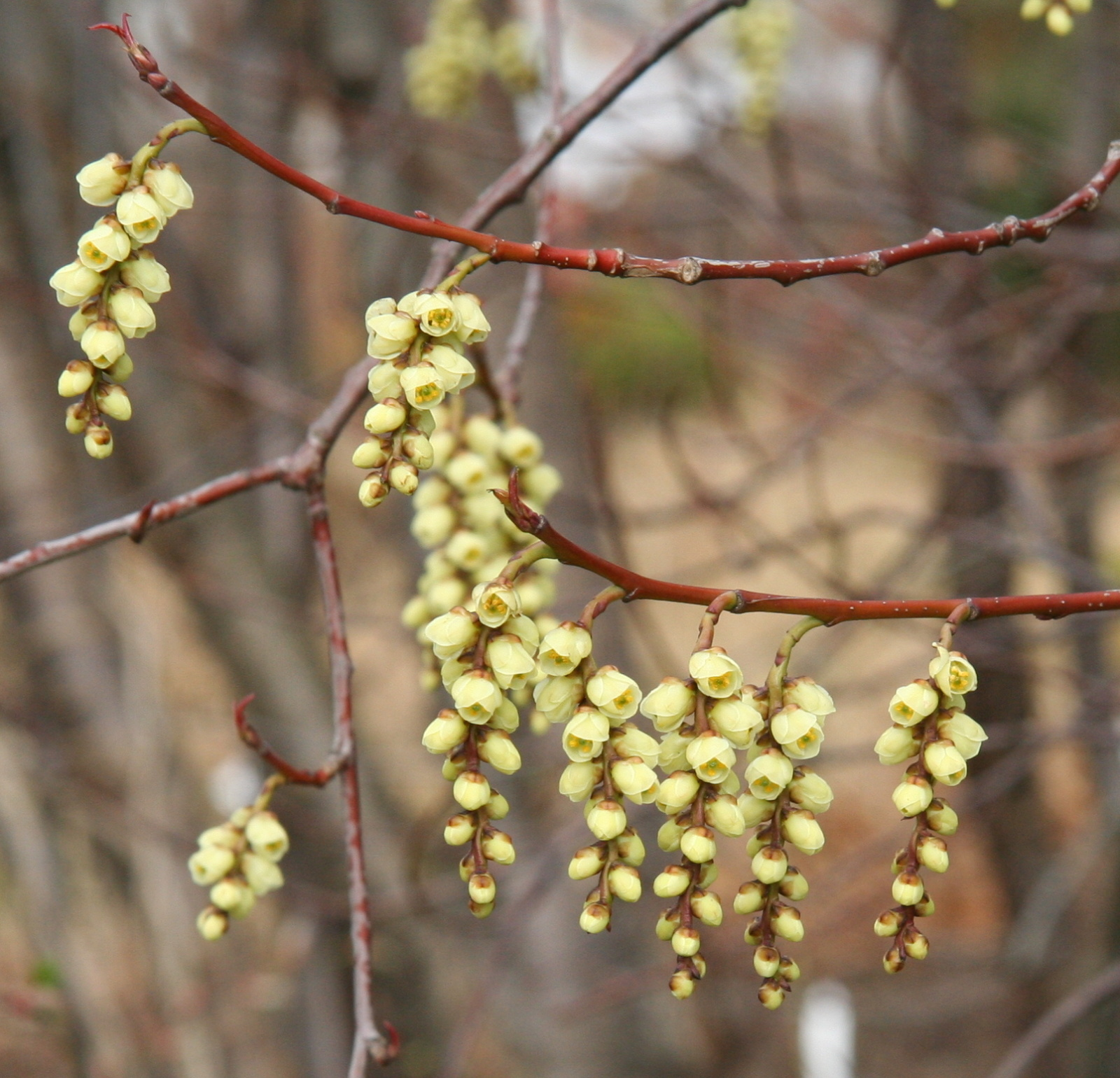
Früher Perlschweif (Stachyurus praecox)

Die Perlschweife (Stachyurus), auch Schweifähren genannt, sind die einzige Pflanzengattung der Familie der Stachyuraceae. Sie haben ihre Areale im östlichen Asien.

## Beschreibung
Bei den Stachyurus-Arten handelt es sich um sommergrüne oder halbimmergrüne Sträucher, gelegentlich auch um kleine Bäume.
Die wechselständigen, ungeteilten Laubblätter sind oval und vorne dreieckig zugespitzt bis breit lanzettlich, bei Stachyurus salicifolius schmal lanzettlich. Der Blattrand ist meist fein gesägt, bei einigen Arten auch mit größeren stumpfen Zähnen. Am Grunde jedes Laubblattes stehen zwei lang zugespitzte Nebenblätter, die allerdings früh abfallen.
Die Pflanzen sind zwittrig oder funktionell diözisch. Typisch sind die Blütenstände, die im zeitigen Frühjahr meist vor den Blättern erscheinen. In jeder Knospe entsteht eine bei den meisten Arten nach unten hängende, bei einigen auch aufrechte, perlenkettenähnliche Traube.  Die radiärsymmetrischen, kurz gestielten, weißlichen bis gelblichen Blüten sind vierzählig. Die Blüten sind zwittrig oder funktionell eingeschlechtlich. Die glockenförmige Blütenhülle besteht aus vier Kronblättern und vier ähnlich gestalteten, aber kleineren Kelchblättern, die sich an den Rändern jeweils weit überdecken. Die acht Staubblätter stehen in zwei Kreisen. Der oberständige, vierfächrige Fruchtknoten mit kurzem Griffel ist oberständig. Es ist ein Diskus vorhanden. Es wird eine Beere mit ledrigem Perikarp gebildet. Die Samen besitzen einen Arillus.

## Nutzung
Den Japanischen Perlschweif und den Chinesischen Perlschweif findet man manchmal als Zierpflanze, allerdings meist in botanischen Gärten. Ansonsten ist die Gattung wirtschaftlich völlig bedeutungslos.

## Vorkommen
Alle Arten der Gattung kommen aus Ostasien, davon Stachyurus praecox aus Japan, die anderen Arten kommen in China bis zum Himalaya vor.
Alle Arten wachsen als Unterwuchs in Wäldern oder in Dickichten am Waldrand.

## Arten
Die Gattung besteht je nach Auffassung aus fünf bis acht Arten, die sich vor allem in der Form, Beschaffenheit und Berandung der Blätter unterscheiden.
- Chinesischer Perlschweif (Stachyurus chinensis Franch.); kommt in China in Höhenlagen zwischen 400 und 3000 Metern vor
- Stachyurus cordatulus Merrill; kommt in China im nordwestlichen Yunnan in Höhenlagen zwischen 1400 und 2100 Metern und in Nord-Myanmar vor
- Stachyurus himalaicus J.D.Hooker & Thomson ex Bentham; kommt in China in Xizang und Yunnan in Höhenlagen zwischen 400 und 3000 Metern vor, außerdem in Bhutan, Nordindien, Myanmar und Nepal
- Stachyurus obovatus (Rehder) Handel-Mazzetti; kommt in China in Höhenlagen zwischen 500 und 2000 Metern vor
- Japanischer Perlschweif oder „Früher Perlschweif“ (Stachyurus praecox Sieb. & Zucc.)[2]; kommt in Japan in Honshu, Kyushu, den Riukiu-Inseln, Shikoku und den Ogasawara-Inseln vor
- Stachyurus retusus Y.C.Yang (Syn.: Stachyurus szechuanensis W.P.Fang); kommt in Sichuan und im nordöstlichen Yunnan in Höhenlagen zwischen 1600 und 2500 Metern vor
- Stachyurus salicifolius Franchet; kommt in China in Nanchuan, Sichuan und im nordöstlichen Yunnan vor
- Stachyurus yunnanensis Franchet; kommt in China zwischen 800 und 1800 Metern Höhenlage vor und außerdem in Nordvietnam.

## Belege
1. 1 2  Abe Tetsuto: Sex expression and reproductive biology of Stachyurus praecox (Stachyuraceae). In: Bulletin of FFPRI. Vol.6, No.3 (No.404), 2007, S. 151–156.
2. ↑   Stachyuraceae im Germplasm Resources Information Network (GRIN), USDA, ARS, National Genetic Resources Program. National Germplasm Resources Laboratory, Beltsville, Maryland. Abgerufen am 29. September 2013.